# CDC Cyber

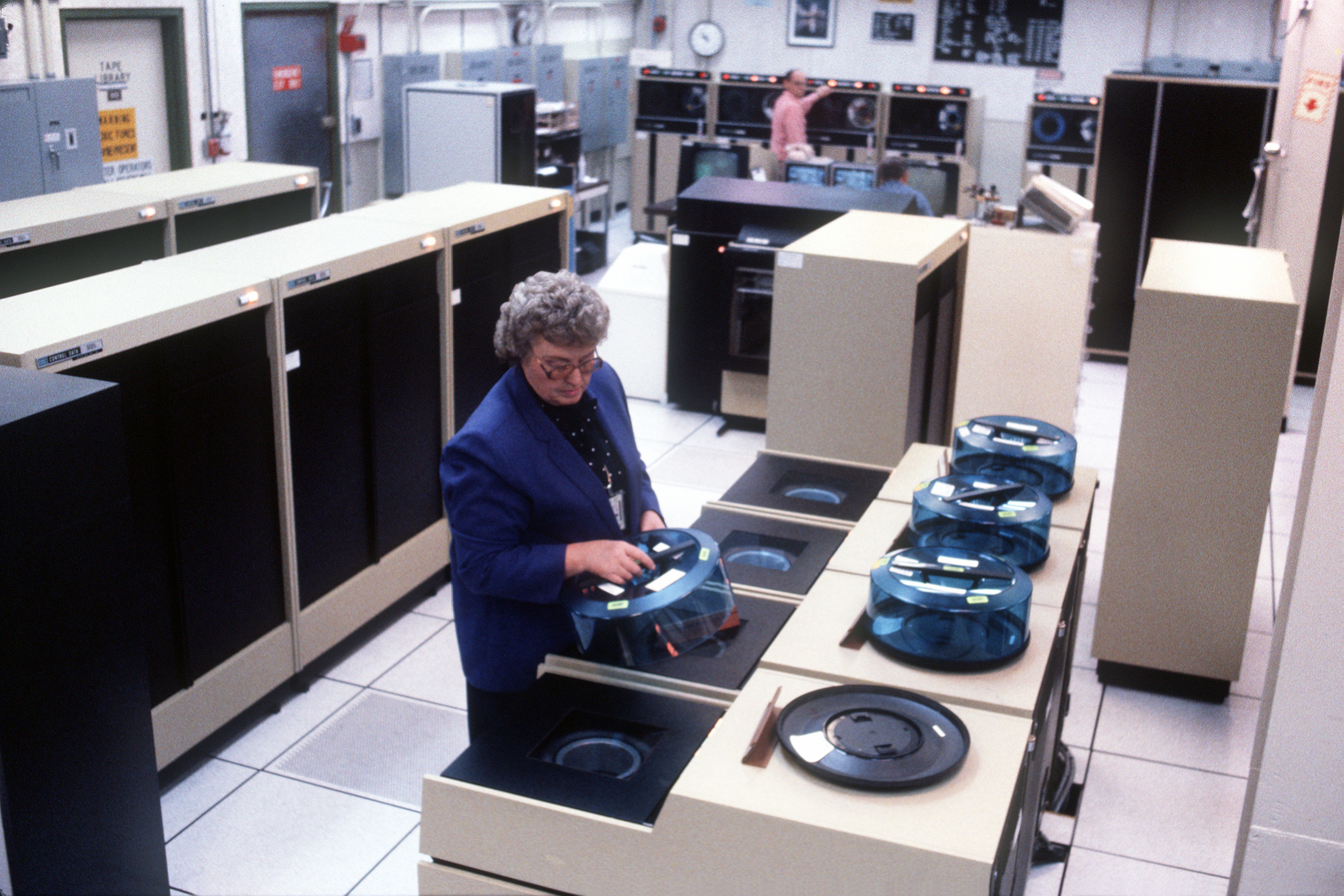
1986年的CDC Cyber 170机房

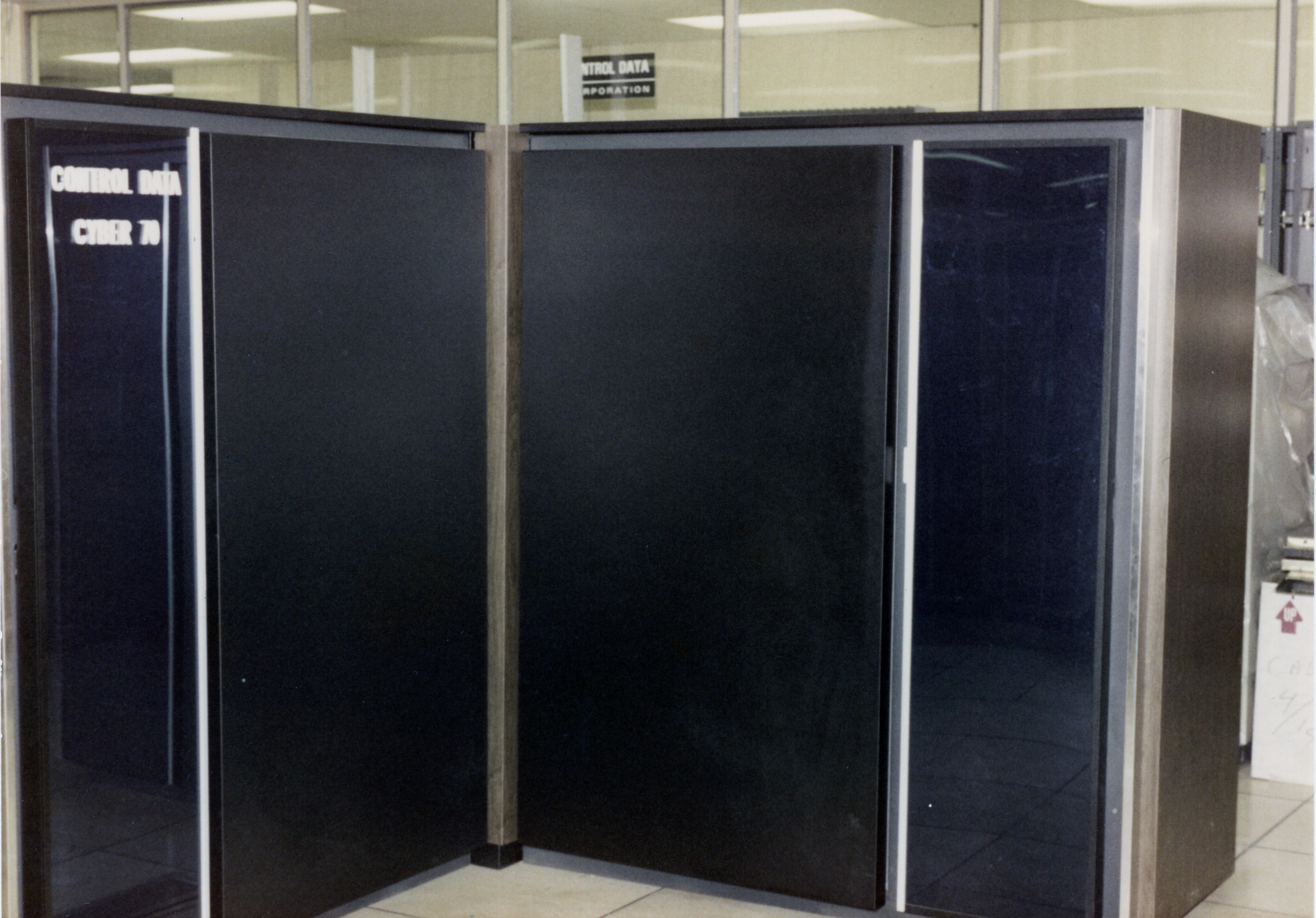
CDC Cyber 70/74

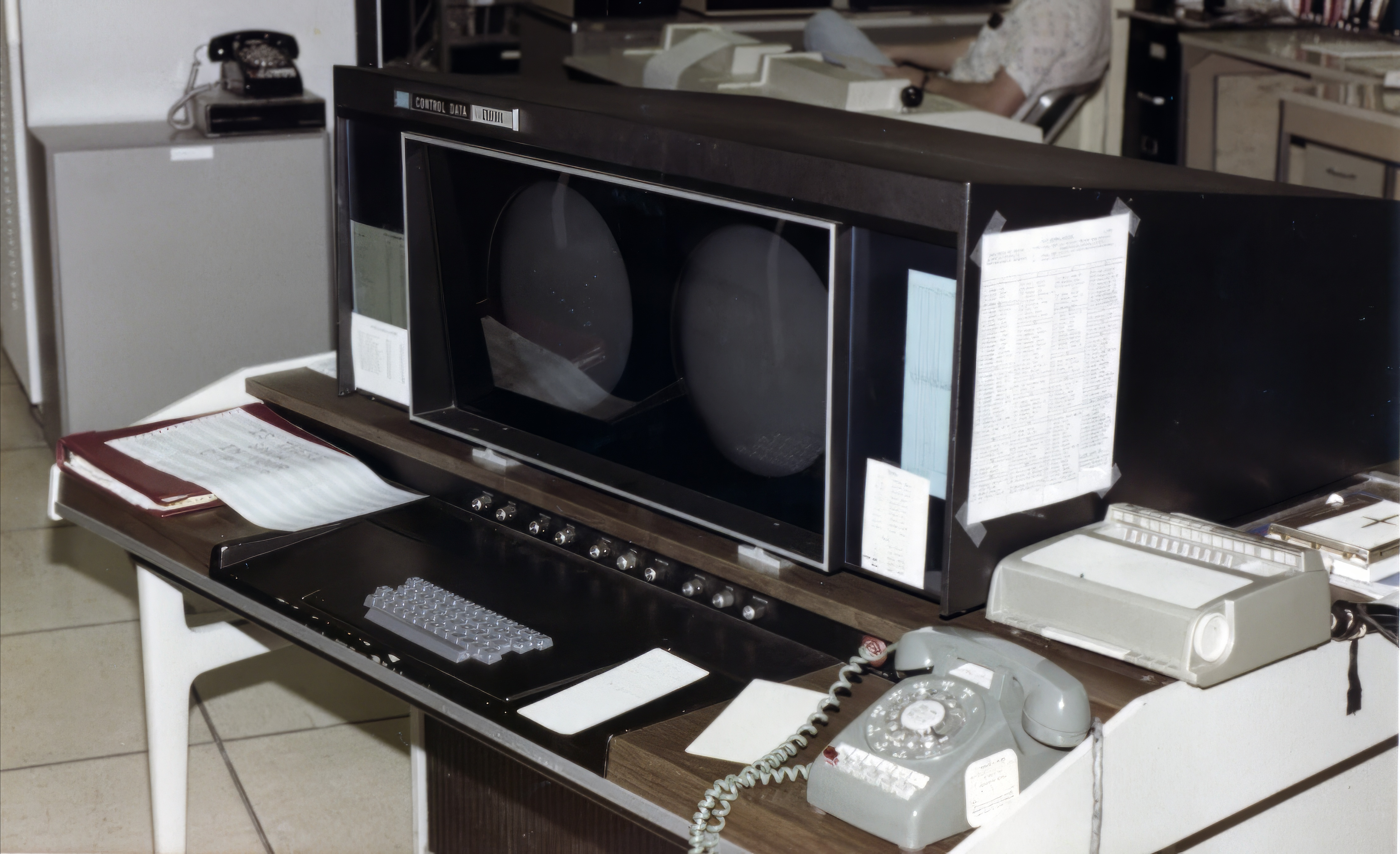
CDC Cyber 70/74控制台

CDC Cyber是美国控制数据公司在七、八十年代推出的小巨型计算机。用于计算密集的高性能科学数值计算。 probabilistic analysis, energy and academic computing, radiation shielding modeling,该系列也包括Cyber 18和Cyber 1000 小型机。

## Cyber 70 和 170系列

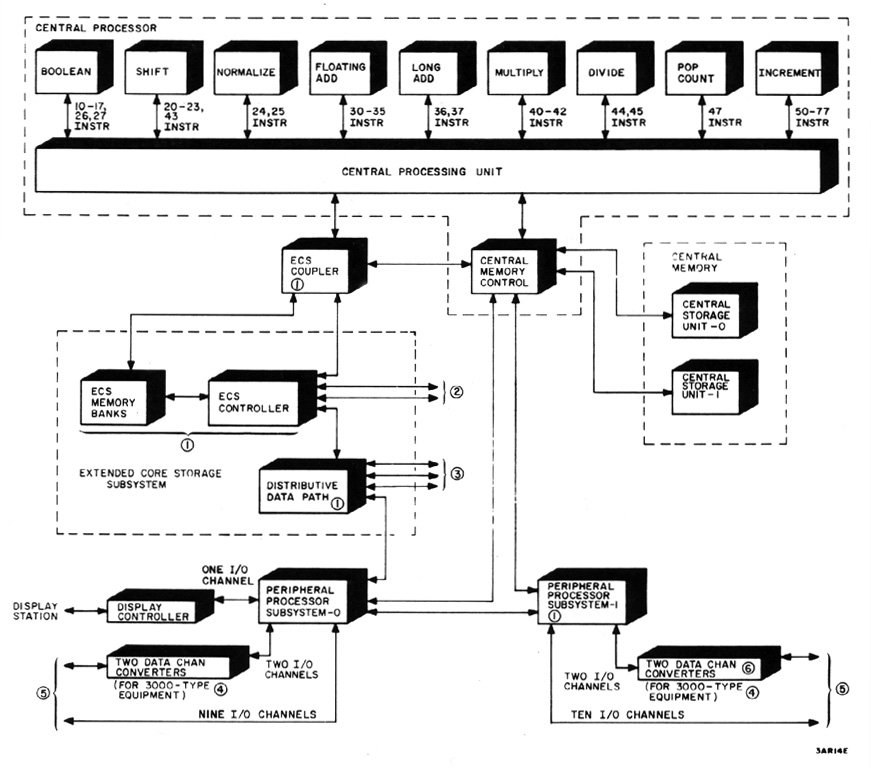
CDC Cyber 170系列机硬件架构

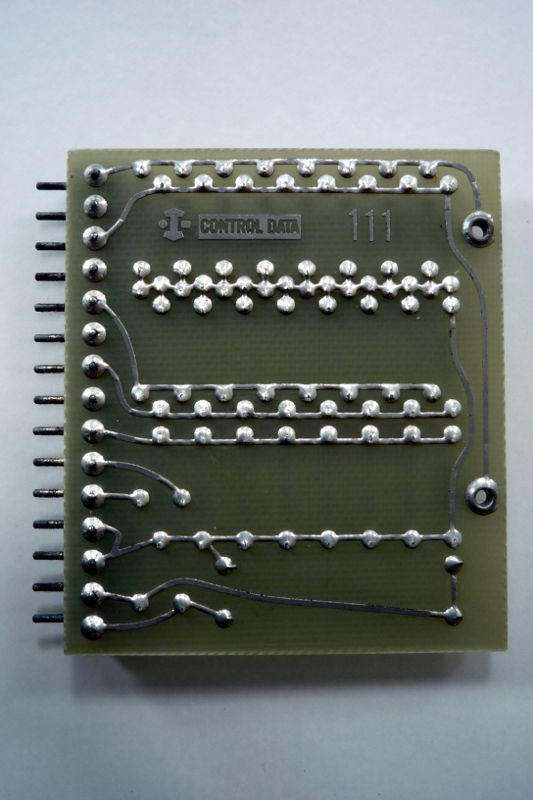
CDC Cyber 175 operated at RWTH Aachen University, about 1985

Cyber 70 和 170系列是由CDC 6600和CDC 7700巨型机发展而来，因而继续了更早期架构的特征。Cyber-70系列是早期系统的小的升级。Cyber-170系列是从离散电子器件和磁芯存储器到集成电路和半导体内存（包括172、173、174）。175使用高速离散晶体管。Cyber-170/700系列是七十年代后期的升级后的Cyber-170产品线。
中央处理器和中央内存的字长为60比特。按照CDC的述语，字节长度为12比特（外设处理器的字长也是12比特）。字符是6比特，操作指令也是6比特编码。中央内存地址长度是18比特因而内存最大为262,144 (256K)个字。中央处理器指令是15比特或30比特，因此通常4条指令被预取到60比特的指令寄存器中。中央处理器没有I/O指令，依赖于外部处理器。 
Cyber 170系列机有1或2个中央处理器，运行在25或40 MHz, 有10、14、17、20个外部处理器，最多24个高性能高速I/O通道。由于相对较慢的内存访问，高端型号如Cyber-74, Cyber-76, Cyber-175, Cyber-176使用8或12个字的高速内存作为指令缓存。 
Cyber 170系列有8个18比特地址寄存器(A0至A7), 8个18比特index寄存器(B0至B7), 8个60-比特操作数寄存器(X0至X7)。7个A寄存器绑定到对应的X寄存器。设置A1至A5将把对应地址的内容读取到对应的X1至X5寄存器。设置A6或A7将把X6或X7寄存器的内容写入相应的内存地址。A0是scratch寄存器。